# Fajsz
Fajsz este un sat în districtul Kalocsa, județul Bács-Kiskun, Ungaria, având o populație de 1.757 de locuitori (2011). 

## Demografie
Componența etnică a satului Fajsz
     Maghiari (95,34%)
     Romi (2,08%)
     Germani (1,29%)
     Necunoscut (0,29%)
     Alții (1%)
Componența confesională a satului Fajsz
     Romano-catolici (61,01%)
     Fără religie (3,59%)
     Reformați (3,02%)
     Necunoscută (32,1%)
     Greco-catolici (0,28%)
     Alte religii (1,02%)
Conform recensământului din 2011, satul Fajsz avea 1.757 de locuitori. Din punct de vedere etnic, majoritatea locuitorilor (95,34%) erau maghiari, existând și minorități de romi (2,08%) și germani (1,29%). Apartenența etnică nu este cunoscută în cazul a 0,29% din locuitori.  Din punct de vedere confesional, majoritatea locuitorilor (61,01%) erau romano-catolici, existând și minorități de persoane fără religie (3,59%) și reformați (3,02%). Pentru 32,1% din locuitori nu este cunoscută apartenența confesională.